# آب (فیلم ۱۹۸۵)
آب (انگلیسی: Water) فیلمی بریتانیایی در سبک کمدی به کارگردانی دیک کلمنت است که در سال ۱۹۸۵ منتشر شد.

## بازیگران
- مایکل کین
- ولری پرین
- برندا واکارو
- بیلی کانلی
- لئونارد راسیتر
- دنیس داگن
- دیک شاون
- فرد وین
- بیل بـِیلی
- فولتون مک‌کی
- مورین لیپمن